# Любительский кубок Украины по футболу 2007
Кубок Украины по футболу 2007 среди любительских команд (укр. Кубок України з футболу 2007 серед аматорських команд) — 11-й розыгрыш Кубка Украины под эгидой АЛФУ. Турнир завершился победой команды «Еднисть-2» (с. Плиски), которая получила право выступать в сезоне 2008/2009 в розыгрыше Кубка Украины.

## Участники
В Кубке приняли участие 17 любительских команды из 14 областей Украины.
| - «Атлант» (Кривой Рог, Днепропетровская область) - «Бастион» (Ильичёвск, Одесская область) - «Бриз» (Измаил, Одесская область) - «Газовик» (Червоный Донец, Харьковская область) - «Галич» (Збараж, Тернопольская область) - «Еднисть-2» (с. Плиски, Черниговская область) - «Икар-ДЛАУ» (Кировоград) - «Конфермат» (Хмельницкий) - «Ларис» (Калиновка, Винницкая область) | - «Металлург» (Малин, Житомирская область) - «Мир» (Горностаевка, Херсонская область) - ФК «Нежин» (Нежин, Черниговская область) - ФК «Никополь» (Никополь, Днепропетровская область) - «ОДЕК» (Оржев, Ровненская область) - «Рава» (Рава-Русская, Львовская область) - «Сигма» (Херсон) - «Торпедо» (Николаев, Николаевская область) - «Ходак» (Черкассы) |

## 1/16 финала
Матчи 1/16 финала состоялись 8 и 15 августа 2007 года.
| Команда 1               | Команда 2              | 1-й матч | 2-й матч |
| ----------------------- | ---------------------- | -------- | -------- |
| «Конфермат» Хмельницкий | «Ларис» Калиновка      | 0:1      | 1:6      |
| «Торпедо» Николаев      | ФК «Никополь» Никополь | 2:0      | 1:2      |

## 1/8 финала
Матчи 1/8 финала розыгрыша кубка Украины состоялись 22 и 29 августа 2007 года.
| Команда 1              | Команда 2                | 1-й матч | 2-й матч |
| ---------------------- | ------------------------ | -------- | -------- |
| «Ларис» Калиновка      | «ОДЕК» Оржев             | 1:3      | 0:2      |
| «Галич» Збараж         | «Рава» Рава-Русская      | 1:2      | 1:1      |
| ФК «Нежин» Нежин       | «Газовик» Червоный Донец | 5:1      | 0:0      |
| «Металлург» Малин      | «Еднисть-2» Плиски       | 0:1      | -:+      |
| «Ходак» Черкассы       | «Бастион» Черноморск     | 2:0      | 1:3      |
| «Икар-ДЛАУ» Кировоград | «Сигма» Херсон           | +:-      | +:-      |
| «Мир» Горностаевка     | «Атлант» Кривой Рог      | 1:2      | 0:2      |
| «Торпедо» Николаев     | «Бриз» Измаил            | 2:0      | 3:1      |

## 1/4 финала
| Команда 1           | Команда 2              | 1-й матч | 2-й матч |
| ------------------- | ---------------------- | -------- | -------- |
| «ОДЕК» Оржев        | «Рава» Рава-Русская    | 3:2      | 0:2      |
| ФК «Нежин» Нежин    | «Еднисть-2» Плиски     | 0:1      | 2:3      |
| «Ходак» Черкассы    | «Икар-ДЛАУ» Кировоград | 1:0      | 2:3      |
| «Атлант» Кривой Рог | «Торпедо» Николаев     | 0:2      | 1:1      |

## 1/2 финала
Матчи 1/2 финала розыгрыша кубка Украины состоялись 30 сентября и 7 октября 2007 года.
| Команда 1           | Команда 2          | 1-й матч | 2-й матч |
| ------------------- | ------------------ | -------- | -------- |
| «Рава» Рава-Русская | «Еднисть-2» Плиски | 2:1      | 0:1      |
| «Ходак» Черкассы    | «Торпедо» Николаев | 0:2      | 3:3      |

## Финал
| «Торпедо» Николаев | 0 : 2   | «Еднисть-2» с. Плиски  |
| ------------------ | ------- | ---------------------- |
|                    | (отчёт) | Лагойда 32′ · Ткач 86′ |

| «Еднисть-2» с. Плиски | 0 : 0   | «Торпедо» Николаев |
| --------------------- | ------- | ------------------ |
|                       | (отчёт) |                    |

| Обладатель Кубка Украины среди любителей 2007 |
| --------------------------------------------- |
| «Еднисть-2» с. Плиски Впервые                 |